# 三明駅
三明駅（さんみょうえき）は、石川県羽咋郡富来町（現・志賀町）三明に存在した北陸鉄道能登線の駅である。富来町唯一の鉄道駅だったが、1972年（昭和47年）に廃駅となった。
能登線の終点で、当初の計画ではさらに富来を経て輪島へ到る予定だったが、資金難によって当駅から先への延長は果たせなかった。

## 歴史
- 1927年（昭和2年）6月30日：能登鉄道能登高浜 - 三明延伸に伴い開業。
- 1943年（昭和18年）10月13日：合併により北陸鉄道の駅となる。
- 1972年（昭和47年）6月25日：能登線全線廃止により廃駅。

## 駅構造
島式ホーム1面2線と側線を有していた。

## 廃止後
サイクリングロードの休憩所として整備されており、駅跡であることを示す石碑も設置されている。

## 隣の駅
北陸鉄道
能登線
直海駅 - 三明駅

### 富来駅
鉄道が到達することのなかった富来地区ではバスターミナルが駅と名付けられ、路線バス（金沢から直通の特急・急行は除く）の行先は現在でも富来駅と表示している。能登線の車内補充券には三明の右隣に富来が記され、能登線を介した国鉄との連絡切符も発売されていたが、現在では自社バス（分社化された後に再編された北鉄能登バス）の乗車券のみが取り扱われている。